# Schlacht bei Feldkirch
Ostrach – Feldkirch – Stockach I – Verona – Magnano – Cassano d’Adda – Bassignana – Frauenfeld – Winterthur – Zürich I – Trebbia – Mantua – Novi – Döttingen - Vlieter – Bergen – Gotthardpass – Teufelsbrücke – Dietikon – Zürich II – Linth – Muotatal – Näfels – Egmont – Castricum - Genola – Wiesloch – Genua – Rheinklingen – Engen – Stockach II –  Meßkirch – Biberach II – Montebello – Marengo – Höchstädt – Oberhausen – Brión – Hohenlinden – Walserfeld – Pozzolo – Kopenhagen – Algeciras I – Algeciras II
Die Schlacht bei Feldkirch fand vom 22. bis zum 23. März 1799 im Rahmen des Zweiten Koalitionskriegs bei Feldkirch zwischen französischen und österreichischen Truppen statt. Sie endete mit einem Sieg der Österreicher.

## Vorgeschichte
Zu Beginn des Zweiten Koalitionskrieges drang die französische Donauarmee unter General Jourdan mit 45.000 Mann nach Süddeutschland ein, 77.000 Österreicher unter ihrem Kommandeur Erzherzog Karl stellten sich dem Feind entgegen. Die französischen Truppen wurden am 21. März bei Ostrach zurückgeworfen und zogen sich nach Stockach zurück.
Weitere französische Truppen unter General André Masséna rückten gleichzeitig über schweizerischen Boden zum Rhein vor. Mit 12.000 Mann planten die Franzosen ins Montafon vorzudringen und drängten die in Graubünden stehenden Österreicher zurück. Am 6. März versuchte Masséna zwischen Bregenz und Maienfeld an mehreren Stellen den Übergang über den Rhein zu erzwingen. Sein Ziel war die Einnahme von Bregenz, Feldkirch und von Chur. Am 7. März versuchten die Österreicher unter Feldmarschalleutnant Baron Hotze die Feldkirch bedrohende französische Division unter Charles Nicolas Oudinot zurückzuwerfen. Hotze verlor dabei fast 1000 Mann (davon 863 Gefangene und 59 Vermisste), konnte aber Feldkirch noch halten.
Zur gleichen Zeit wurden aber die noch in Graubünden stehenden Österreicher nach Chur abgedrängt. Ihr Befehlshaber Generalmajor von Auffenberg musste den befestigten Luziensteig-Pass auf 713 Meter Höhe räumen und geriet beim Rückzug auf Chur in französische Gefangenschaft. Nach der Einnahme des Engadins und des Vinschgaues erschien die französische Vorhut Mitte März vor Nauders. Damit war das gesamte obere Inntal in Gefahr. General Hotze zog sich nach dem Verlust von Planken mit seinen Truppen auf die Stellung am Sarojasattel zurück und baute weitere Verschanzungen auf dem Letzebühel aus. Er erkannte klar, dass Oudinot beabsichtigte, an seinen beiden Flanken vor Feldkirch über Triesen, Triesenberg und das Saminatal über das rechte Rheinufer vorzugehen. Hotze zog sich am 19. März vor der französischen Übermacht mit seinen Truppen nach Lindenau zurück und versuchte dort angelangt, den linken Flügel der vom Lech heranrückenden österreichischen Hauptmacht unter Erzherzog Karl zu decken.

## Schlachtverlauf
Am 22. März stellte sich der österreichische General Franz Jelačić von Bužim mit rund 4500 Soldaten und 2500 Mann des Landsturms den Franzosen bei Feldkirch entgegen. Am ersten Tag kostete der österreichische Abwehrsieg Verluste von 53 Toten und 283 Verwundeten.
Am 23. März erneuerte Masséna, der in Nendeln sein Hauptquartier aufgeschlagen hatte, den Angriff gegen die österreichischen Stellungen. Gegen halb zehn Uhr vormittags versuchte eine französische Abteilung, die sich in den Wäldern von Nofels bereitgestellt hatte, unweit der zerstörten Brücke bei Nofels die Ill zu durchwaten, um den Österreichern in die Flanke zu kommen. Eine zweite Kolonne unter General Oudinot durchquerte den Nofler Wald am linken Illufer und griff den Margaretenkapf, den Illsberg und den Blasenberg an. Der gefährlichste Angriff der Franzosen richtete sich aber unter Masséna auf der Straße von Nendeln nach Tisis.
Die Österreicher konnten auch diesmal die französischen Angriffe abwehren, so dass Masséna sich unter Verlusten von fast 3000 Mann nach Chur zurückziehen musste.

## Folgen
Am 25. März 1799 kam es zur Schlacht bei Stockach, erneut konnte die österreichische Hauptmacht die Franzosen zurückdrängen. Der isoliert stehenden französischen Division Saint Cyr gelang es bei Laiz über die Donau zu gehen und damit zu vermeiden, dass sie von der eigenen Hauptarmee abgeschnitten wurde. Die geschlagenen Truppen Jourdans zogen sich am folgenden Tag auf den Schwarzwald zurück. Auch Massénas Truppen mussten darauf ihre Angriffe einstellen und sich aus Vorarlberg zurückziehen.
Am 14. Mai rückten die Kaiserlichen Truppen in zwei Heeresgruppen in die Eidgenossenschaft vor, am gleichen Tag gelang die Rückeroberung des Luzisteiges. General Hotze stieß aus Vorarlberg Richtung Winterthur vor, Erzherzog Karl aus dem Raum Singen-Engen. Am 22. und 23. Mai überquerte das Gros der österreichischen Truppen den Rhein beim Schaaren zwischen Schaffhausen und Diessenhofen.
Am 14. August 1799 traf ein russisches Hilfskorps unter General Korsakow zur Verstärkung der Österreicher in Schaffhausen ein. Erzherzog Karl versuchte darauf, die Franzosen in der Zentralschweiz einzukesseln. In der zweiten Septemberhälfte griff ein französisches Korps unter Soult zwischen Zürich- und Walensee gegen die Truppen Hotzes an. Hotze fiel am 25. September 1799 gemeinsam mit Oberst von Plunkett bei einem Erkundungsritt. Sein Nachfolger wurde General Franz Freiherr von Petrasch. Die Franzosen unter Masséna siegten am 26. September in der zweiten Schlacht von Zürich und vertrieben die Reste der Koalitionstruppen aus dem Gebiet der Eidgenossenschaft.
Ab Mitte Februar 1800 versuchten die Franzosen neuerlich über den Rhein zu kommen und bedrohten Vorarlberg abermals. Am 14. Juli 1800 besetzten die Franzosen neuerlich Chur und das gesamte Graubünden. Nach der österreichischen Niederlage bei Hohenlinden am 3. Dezember 1800 folgte am 9. Februar der Friedensvertrag und Mitte April konnten die kaiserlichen Truppen gemäß dem Status quo wieder in Vorarlberg einziehen.